# Canal de Qosh Tepa
Le canal de Qosh Tepa ( pachto : د قوشتپې کنال  ; persan : کانال قوش تپه  ; ouzbek : Qoʻshtepa kanali) est un canal en construction visant à dévier les eaux de l'Amou-Daria, dans le nord de l'Afghanistan. Le canal principal devrait avoir une longueur de 285 km et permettre de cultiver 550 000 ha  actuellement à l'état de désert. Le canal de Qosh Tepa commence dans la province de Balkh et devrait aller jusqu'à Faryab en passant par Djozdjan.

## Motivation
Le but de ce canal est d'irriguer la province de Balkh, plane mais désertique. Alors que l'Afghanistan des talibans est menacé de famine, le but est de produire suffisamment de céréales.

## Construction
Le projet de canal remonte aux années 1970 mais n'avait jamais été démarré.
L'émirat islamique d'Afghanistan dirigé par les Talibans a fait du canal un projet prioritaire et la construction a commencé début 2022. Des images fournies par Planet Labs montrent qu’entre avril 2022 et février 2023, plus de 100 km de canal ont été creusés. La première phase du projet s'est achevée en octobre 2023, et la deuxième phase démarre immédiatement,.
Le gouvernement taliban annonce que 5 500 personnes et 3 300 machines travaillent sur le chantier jour et nuit.
Le canal fait environ 100 m de large.
On estime que les cent premiers kilomètres du canal coûtent 8,2 milliards d'afghanis, soit 91 millions de dollars. Le financement est entièrement domestique en raison de l'isolement international du régime des talibans.
En décembre 2023, l'association Rivers Without Borders annonce grâce à des images satellite une fuite au niveau du canal, conduisant à la formation d'un lac important au milieu du désert.

## Utilisation de l'eau de l'Amou-Daria
Un accord remontant à l'époque soviétique répartit le partage des eaux entre Kirghizistan, Tadjikistan, Turkménistan et Ouzbékistan. En 1992, l'accord d'Almaty entre les États nouvelles indépendants reprend les quotas hérités de l'Union soviétique. Cependant, ne faisant à l'époque pas partie de l'URSS, l'Afghanistan n'est pas concerné par cet accord. 
Lors du début de la construction du canal en 2022, l'Afghanistan n'est signataire d'aucun accord ou traité concernant l'utilisation de l'eau transfrontalière et ne prélève jusque là que très peu d'eau. Le gouvernement afghan taliban revendique le droit d'utiliser l'eau de l'Amou-Daria.
L'Ouzbékistan, pays en aval le plus concerné, a exprimé sa préoccupation quant aux effets négatifs du canal sur son agriculture. En 2023, des responsables ouzbeks ont eu des entretiens avec les talibans à ce sujet, mais aucun accord officiel n’a été conclu.
Les talibans annoncent que le canal utilisera en 2028 17 milliards de m3 d'eau, soit près d'un quart du débit du fleuve.
De plus, l'Amou-Daria est un fleuve au régime nivo-glaciaire dont l'eau provient de la fonte du Pamir et de l'Hindou Kouch : avec le recul des glaciers causé par le réchauffement climatique le débit est menacé à l'avenir.

## Préoccupations environnementales
Les experts en environnement ont exprimé leur inquiétude quant au fait que le canal de  Qosh Tepa pourrait aggraver la situation de la mer d'Aral en détournant encore plus d'eau de l'Amou-Daria. Une analyse détaillée du projet publiée par le groupe CABAR.asia a révélé que les méthodes de construction employées semblaient « rudimentaires » et a conclu que la probabilité de pertes d'eau dans le canal était élevée,.
En raison de l'absence de revêtement du canal, une grande part de l'eau risque d'être perdue dans le sol sableux de la région.